# インテル (印刷)
インテルは、活字の組版に使う込め物。行間（interline-leads）に挟む鉛の板という意味である。
様々な厚みを持つ板で、行間の空き量を調節するためなどに用いられる。主に金属製の金（かね）インテル、木製の木（もく）インテルがある。
活字が印刷の圧力によって摩耗するのに対して、用紙に触れないインテルは摩耗しない。そのため溶かして鋳直す必要がなく、繰り返し使われることになる。